# Bassac (Charente)
Bassac település Franciaországban, Charente megyében. Lakosainak száma 522 fő (2022. január 1.). Bassac Mérignac, Moulidars, Graves-Saint-Amant, Saint-Même-les-Carrières, Saint-Simon és Triac-Lautrait községekkel határos.

## Népesség
A település népessége az elmúlt években az alábbi módon változott:
| Lakosok száma | 509  | 478  | 464  | 521  | 539  | 540  | 524  | 517  | 517  | 522  |
|               | 1968 | 1982 | 1990 | 2006 | 2013 | 2015 | 2017 | 2019 | 2020 | 2022 |